# Montesano Salentino
Montesano Salentino là một đô thị và thị xã của Ý. Đô thị này thuộc tỉnh Lecce trong vùng Apulia. Montesano Salentino có diện tích 8 km2, dân số theo ước tính năm 2005 của Viện thống kê quốc gia Ý là 2745 người. 
Các đơn vị dân cư:
Đô thị Montesano Salentino giáp với các đô thị: Andrano, Miggiano, Nociglia, Ruffano, Supersano, Surano, Tricase.